# Anton Schrötter
Anton Schrötter von Kristelli (26. listopadu 1802 Olomouc – 15. dubna 1875 Vídeň) byl rakouský chemik a mineralog.

## Život
Otec Josef Schrötter byl lékárníkem, praxi provozoval v olomoucké Krajinské lékárně. Anton zpočátku na žádost svého otce studoval ve Vídni lékařství, ale pod vlivem Friedricha Mohse (1773–1839) přešel na přírodní vědy. V roce 1827 se stal na vídeňské univerzitě asistentem matematika Andrease von Ettingshausena (1796–1878) a fyzika Andrease von Baumgartnera (1793–1865). O tři roky později byl jmenován profesorem fyziky a chemie na technickém institutu Joanneum ve Štýrském Hradci a od roku 1843 působil jako profesor technické chemie na polytechnickém institutu ve Vídni. V roce 1845 nahradil Paula Traugotta Meissnera (1778–1864) na pozici vedoucího chemického odboru. V roce 1868 byl jmenován mistrem rakouské státní mincovny (Münze Österreich). Zhoršující se zdraví ho ale donutilo odejít v roce 1874 do důchodu.
Jako chemik provedl výzkum zahrnující reakce kovů s amoniakem při vyšších teplotách a zkoumal látky jako jantar, idrialit, ozokerit, asfalt a dopplerit. Zkoumal také reaktivní chování draslíku v tekutém oxidu dusném, fosforu a antimonu v kapalném chloru a reakci železa vůči kyslíku při velmi nízkých teplotách. V roce 1845 objevil způsob přípravy červeného fosforu, což byl objev, který vedl k vynálezu bezpečnostní zápalky.
Anton Schrötter byl vědeckým konzultantem expedice fregaty Novara (1857–1859) a také rakousko-uherské expedice na severní pól. Jeho jméno je spojeno se „Schrötterhornem“ v alpském pohoří Ortles a „Cape Schrötter“ v Zemi Františka Josefa. S Ettingshausenem, Baumgartnerem a Wilhelmem von Haidingerem (1795–1871) byl zakládajícím členem rakouské akademie věd, od roku 1851 až do své smrti působil jako její sekretář. Od roku 1876 je na jeho počest jmenována Schröttergasse ve vídeňské čtvrti Favoriten. Jeho syn Leopold Schrötter von Kristelli (1837–1908) byl známý laryngolog.

## Vybraná díla
- Die Chemie nach ihrem gegenwärtigen Zustand (1847–1849; dva díly)
- Beschreibung eines Verfahrens zur fabrikmäßigen Darstellung des amorphen Phosphors (Popis metody pro průmyslovou reprezentaci amorfního fosforu; 1848)
- Ueber einen neuen allotropischen Zustand des Phosphors (O novém alotropickém stavu fosforu; 1849)
- Ueber das Vorkommen des Ozons im Mineralreich (O přítomnosti ozonu v říši minerálů; 1860)